# Каталог (группа)
«Каталог» — советская рок-группа из Свердловска (в настоящее время — Екатеринбург), в составе которого играли выходцы из Клуба Свердловского архитектурного института (позднее — студия «Сонанс», из которой впоследствии образовались также такие известные коллективы, как «Урфин Джюс» и «Трек»).
Вначале возник как дуэт авторов и исполнителей Александра Сычёва и Вячеслава Андронова. Осенью 1982 года ими был записан первый магнитоальбом «2×2» с использованием самых примитивных средств (магнитофон «Эльфа» и две акустические гитары). Впоследствии записи разошлись по друзьям музыкантов, при этом Александр Сычёв, на тот момент разделявший идеи «анонимного искусства», для каждой подаренной кассеты[уточнить] придумывал своё название альбома и группы, комбинируя при этом песни в произвольном порядке (из других названий коллектива известно также название «Саквояж»).
Позже к ним присоединился Андрей Мезюха, с которым был записан ряд новых песен, и, в некоторых случаях, были заново перепеты песни, уже записанные ранее — например, «Ревла и Алевла».
Когда в Свердловске был организован рок-клуб, то на одной из проводимых в его рамках «мастерских» в 1986 году прошло выступление коллектива, при этом было использовано название «Каталог», которое окончательно закрепилось за группой, и далее стало фигурировать на концертах и в прессе — как в подпольной, так впоследствии и официальной.
После аттестации в рок-клубе, «Каталог» получил право легально выступать на концертных площадках Свердловска и области. Однако концерты были довольно редкими, как и других рок-групп того времени. Более того, «Каталог» отличался нестабильностью состава и нередко менял репетиционные базы.
К концу 80-х годов Александр Сычёв остался в группе фактически один, иногда давая концерты вместе с другими коллективами в качестве приглашенного «рок-барда», либо дуэтом с Андреем Мезюхой (выступления на «Рок-акустике» и на IV рок-клубовском фестивале). Последний концерт «Каталога» в составе Сычёв—Мезюха состоялся 5 мая 1990 года на фестивале «Свердловск-Акустика», проходившем в ДК ВИЗа.
21 ноября 1990 года лидер «Каталога» Александр Сычёв погиб, попав под поезд. После его трагической гибели группы не стало, исключение составил только краткий реюнион 1992 года специально к концерту, посвящённому юбилею Свердловского архитектурного института. Перед гибелью Сычёв уничтожил практически всё, что было связано с его творчеством.
В 2000 году группа «Чайф» на альбоме «Симпатии» исполнила одну из песен Александра Сычёва «Не спи, Серёга».
В 2015 году, к юбилею со дня рождения Александра Сычёва, а также к 25-летию со дней записи «Утерянного альбома» и трагической гибели музыканта, рок-группы и музыканты Екатеринбурга занялись подготовкой трибьют-альбома; одна из первых «ласточек» проекта — песня «Я доволен» в интерпретации группы «Смысловые галлюцинации».
13 мая 2016 года состоялась презентация трибьют-альбома «Каталога» «Отражения», в презентации альбома принимали участие «ЧайФ», «Cosmic LATTE» и Коля Rotoff.

## Состав
- Александр Сычёв (вокал, гитара, бас, клавишные),
- Вячеслав Андронов (вокал, гитара, баян, аккордеон),
- Андрей Мезюха (вокал, гитара),
- Станислав Чиба (клавишные),
- Владимир Кухтарь (бас),
- Александр Малинин (барабаны),
- Сергей Наумов (барабаны, после ухода Александра Малинина).

Кроме этого, в разные годы с группой играли и другие музыканты (состав группы не был постоянным, иногда музыканты присоединялись на один концерт).

## Дискография
Точное количество альбомов «Каталога» и их наименования в настоящее время установить не удаётся в связи с тем, что незадолго до гибели лидер группы Александр Сычёв уничтожил практически все носители с подлинниками оных.
- 1982 — 2×2 (был записан в нескольких вариантах, сохранилось всего 3)
- 1984 — Для тех, кому за 30 (был записан в нескольких вариантах, сохранилось всего 2)
- 198? — Скажи, дружок (домашняя запись)
- 198? — Я выдумал песню (домашняя запись)
- 1990 — Утерянный альбом (до недавнего времени оригинал альбома считался утерянным, в 2014 году оригинал записи всплыл)
- 2016 — Отражения. Трибьют группе Каталог